# FIS-cupen
FIS-cupen  hade premiär säsongen 2005/2006, och är en serie backhoppningstävlingar. De bästa går vidare till Kontinentalcupen. Tävlingarna omfattar både tävlingar i plastbacke under sommarhalvåret, och tävlingar på snö under vinterhalvåret.

## Resultat

### Herrar
| Säsong    | 1                             | 2                              | 3                                |
| --------- | ----------------------------- | ------------------------------ | -------------------------------- |
| 2005/2006 | Mario Innauer, Österrike      | Wojciech Skupień, Polen        | Gregor Schlierenzauer, Österrike |
| 2006/2007 | Nicolas Fettner, Österrike    | Stefan Innerwinkler, Österrike | Pawieł Karielin, Ryssland        |
| 2007/2008 | Markus Eggenhofer, Österrike  | Nicolas Fettner, Österrike     | Łukasz Rutkowski, Polen          |
| 2008/2009 | Felix Brodauf, Tyskland       | David Winkler, Tyskland        | Marc Krauspenhaar, Tyskland      |
| 2009/2010 | Felix Brodauf, Tyskland       | Nico Hermann, Tyskland         | Jörg Ritzerfeld , Tyskland       |
| 2010/2011 | Tomáš Zmoray, Slovakien       | Lukas Müller, Österrike        | Ilmir Hazetdinov, Ryssland       |
| 2011/2012 | Cene Prevc, Slovenien         | Rok Justin, Slovenien          | Michael Dreher, Tyskland         |
| 2012/2013 | David Unterberger, Tyskland   | Markus Eisenbichler, Tyskland  | Markus Schiffner, Österrike      |
| 2013/2014 | Marco Grigoli, Schweiz        | Pascal Egloff, Schweiz         | Tomáš Zmoray, Slovakien          |
| 2014/2015 | Andrzej Stękała, Polen        | Žiga Mandl, Slovenien          | Przemysław Kantyka, Polen        |
| 2015/2016 | Danny Queck, Tyskland         | Michael Dreher, Tyskland       | Simon Greiderer, Österrike       |
| 2016/2017 | Paweł Wąsek, Polen            | Yūken Iwasa, Japan             | Aljaž Osterc, Slovenien          |
| 2017/2018 | Elias Tollinger, Österrike    | Dominik Mayländer, Tyskland    | Markus Rupitsch, Österrike       |
| 2018/2019 | Fabian Seidl, Tyskland        | Luca Egloff, Schweiz           | Johannes Schubert, Tyskland      |
| 2019/2020 | Tim Fuchs, Tyskland           | Stefan Rainer, Österrike       | Maximilian Steiner, Österrike    |
| 2020/2021 | Maximilian Ortner, Österrike  | Stefan Huber, Österrike        | Francisco Mörth, Österrike       |
| 2021/2022 | Francisco Mörth, Österrike    | Mika Schwann, Österrike        | Janni Reisenauer, Österrike      |
| 2022/2023 | Maximilian Lienher, Österrike | Janni Reisenauer, Österrike    | Niklas Bachlinger, Österrike     |
| 2023/2024 |                               |                                |                                  |

### Damer
| Säsong    | 1                                  | 2                                     | 3                                 |
| --------- | ---------------------------------- | ------------------------------------- | --------------------------------- |
| 2012/2013 | Sofja Tikhonova, Ryssland          | Daniela Vasilica Haralambie, Rumänien | Ema Klinec, Slovenien             |
| 2013/2014 | Urša Bogataj, Slovenien            | Sofja Tikhonova, Ryssland             | Michaela Doleželová, Tjeckien     |
| 2014/2015 | Gianina Ernst, Tyskland            | Daniela Haralambie, Rumänien          | Svenja Würth, Tyskland            |
| 2015/2016 | Kinga Rajda, Polen                 | Daniela Haralambie, Rumänien          | Urša Bogataj, Slovenien           |
| 2016/2017 | Daniela Haralambie, Rumänien       | Kinga Rajda, Polen                    | Andreea Diana Trâmbițaș, Rumänien |
| 2017/2018 | Nika Križnar, Slovenien            | Luisa Görlich, Tyskland               | Daniela Haralambie, Rumänien      |
| 2018/2019 | Daniela Haralambie, Rumänien       | Elisabeth Raudaschl, Österrike        | Abigail Strate, Kanada            |
| 2019/2020 | Klára Ulrichová, Tjeckien          | Štěpánka Ptáčková, Tjeckien           | Karolína Indráčková, Tjeckien     |
| 2020/2021 | Jerneja Repinc Zupančič, Slovenien | Katharina Ellmauer, Österrike         | Nika Vetrih, Slovenien            |
| 2021/2022 | Sina Arnet, Schweiz                | Julia Mühlbacher, Österrike           | Lara Malsiner, Italien            |
| 2022/2023 | Juliane Seyfarth, Tyskland         | Taja Bodlaj, Slovenien                | Nicole Konderla, Polen            |
| 2023/2024 |                                    |                                       |                                   |

### Fotnoter
1. ↑  ”FIS Cup i Falun”. Svenska Skidförbundet. Arkiverad från originalet den 1 april 2014. https://archive.is/20140401152813/http://www.skidor.com/sv/Varagrenar/Backhoppning/Nyheter/Egnanyheter/FISCUPFalun/. Läst 1 april 2014.